# Josef Michl (Schauspieler)
Josef Michl (* 9. März 1893 in Eger; † 12. Mai 1951 in Erlangen) war ein deutscher Schauspieler und Inspizient.
Michl begann 1919, nachdem er aus dem Ersten Weltkrieg zurückgekehrt war, als Chargenspieler in Eger. Lediglich unterbrochen durch kurze Engagements in Franzensbad, Marienbad und Karlsbad, zudem in Brüx, Saaz und Trautenau, spielte er die meiste Zeit seines Lebens in seiner Heimatstadt. Er nahm auch am Zweiten Weltkrieg teil und zog danach nach Erlangen, wo er bis zu seinem Tod Theater spielte. Dort starb Michl 1951 nach langer Krankheit nach einer Nierenoperation.